# Hainan Airlines
海南航空公司 ; pinyin : Hǎinán Hángkōnggōngsī
Cherished Experience

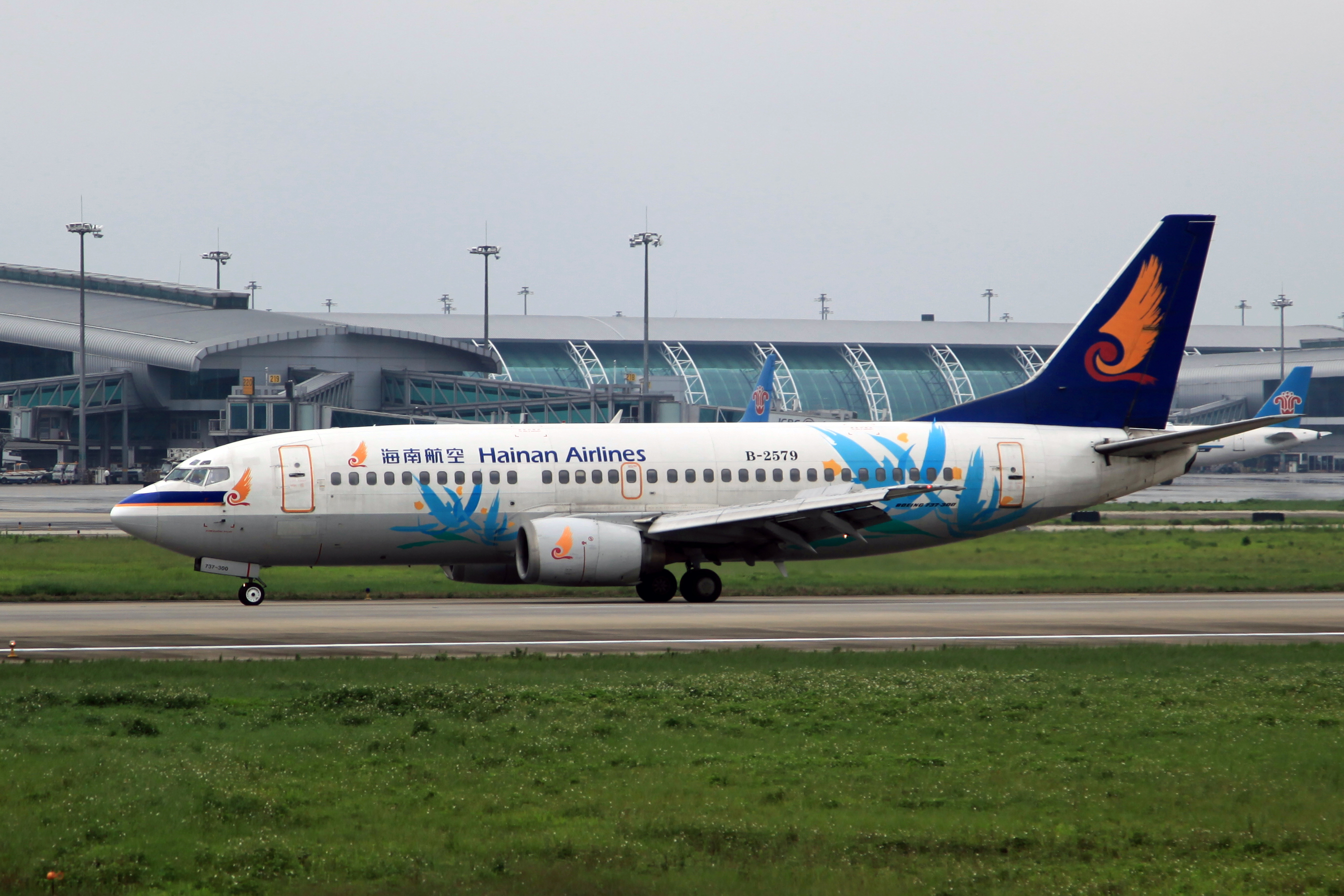
Un Boeing 737-33A (B-2579) dans l'ancienne livrée de la compagnie.

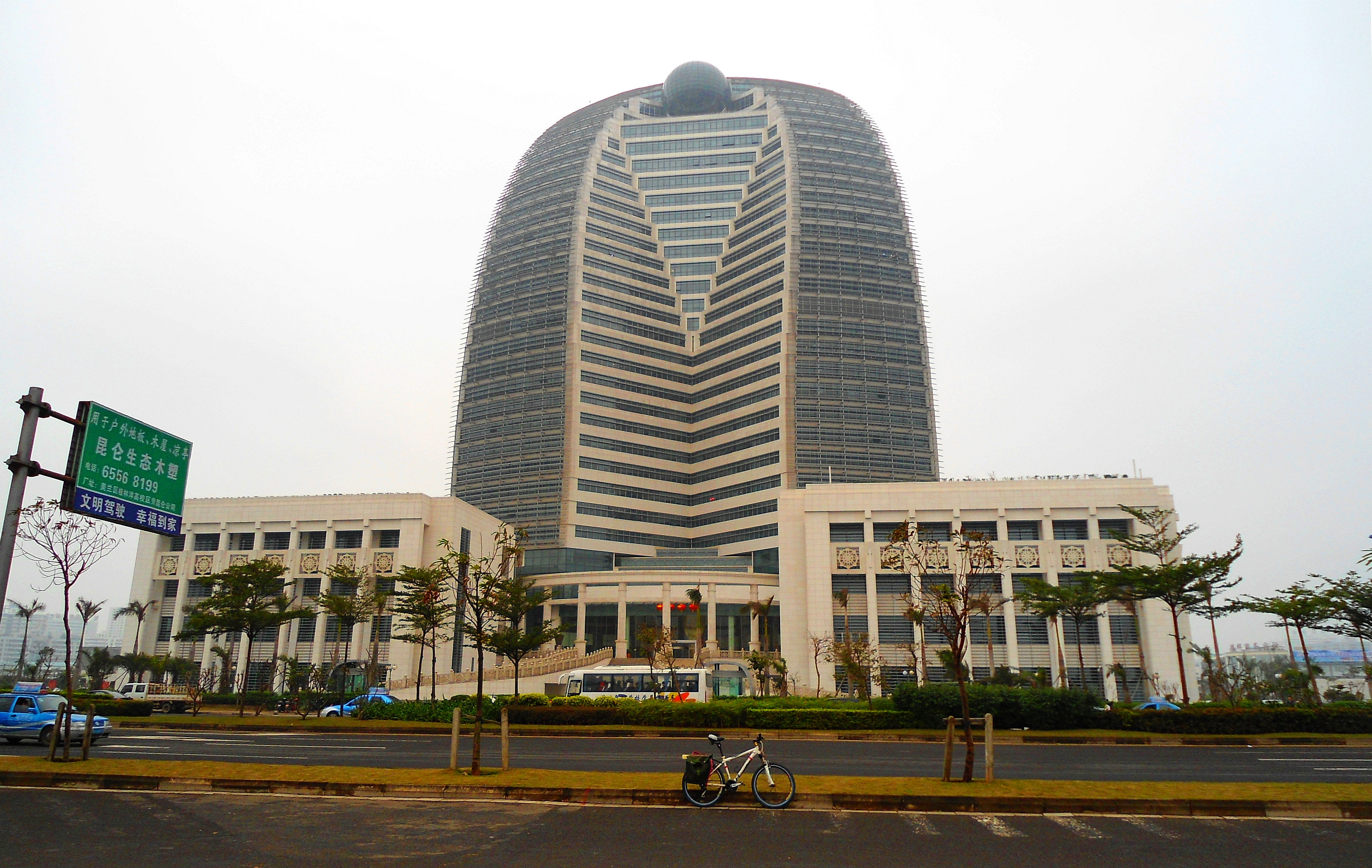
Siège d'Hainan Airlines, Haikou.

Hainan Airlines est une compagnie aérienne chinoise ayant son siège à Haikou, sur l'île de Hainan qui lui a donné son nom.
Exploitant près de 500 lignes, Hainan Airlines assure des vols intérieurs et internationaux vers une centaine de destinations à travers la Chine, en Asie, en Europe, en Amérique, en Océanie et en Afrique depuis ses sept plateformes de correspondance : Pékin, Xi'an, Taiyuan, Ürümqi, Guangzhou, Dalian et Shenzhen.
En 2013, elle a transporté plus de 25 millions de passagers.
Elle est l'une des rares compagnies aériennes 5 étoiles selon Skytrax.

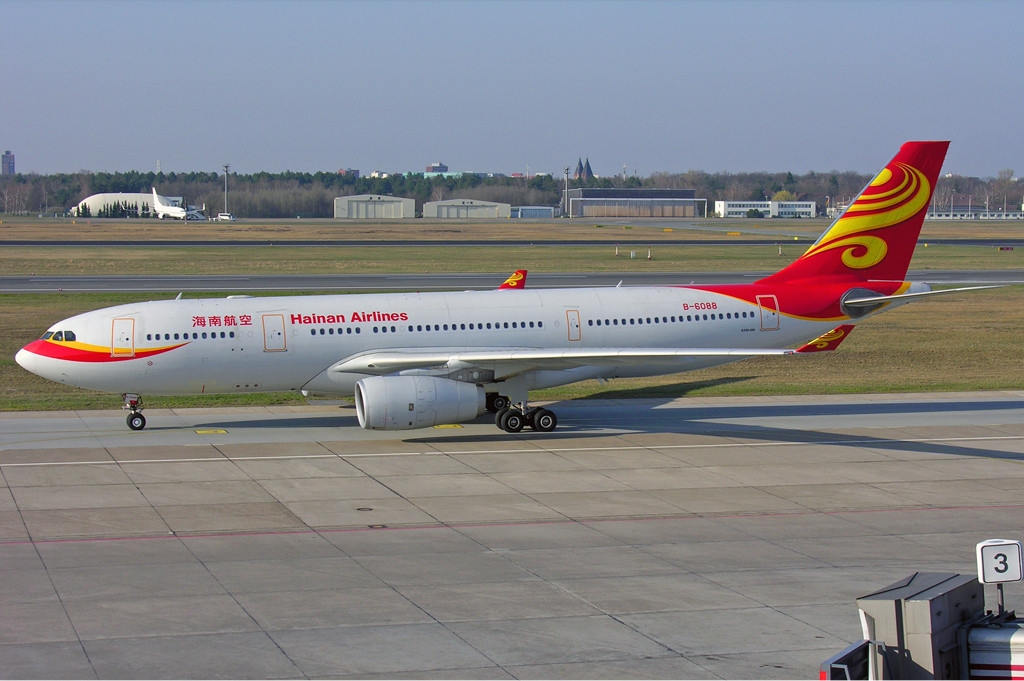
Airbus A330-200 Hainan Airlines.

## Histoire

### Création
Hainan Province Airlines fut fondée en janvier 1993 dans la plus grande Zone économique spéciale de Chine. En janvier 1993 elle devient la toute première société anonyme de transport aérien de Chine et effectue son premier vol le 2 mai 1993 entre Haikou et Pékin. Elle est ensuite rebaptisée Hainan Airlines Co Ltd.
En 1998 elle rachète 25 % du capital de l'aéroport international de Haikou Meilan devenant ainsi la première compagnie chinoise à détenir des actions dans un aéroport. La compagnie entre en bourse en 1999.
En 2000, le groupe HNA (Hainan Airlines Group) est créé et devient la société-mère de la compagnie; les compagnies Shanxi Airlines (en), Chang'an Airlines et China Xinhua Airlines passent sous contrôle du groupe.

### Grand China Airlines Holding Company
Le 30 novembre 2007, une nouvelle société appelée Grand China Airlines Holding Company (GCAHC) est créée à l'initiative de la plus grande entité opérationnelle du groupe HNA, Hainan Airlines. La compagnie aérienne prévoit de fusionner ses activités avec les filiales de HNA Group. La nouvelle société holding est organisée conjointement par le gouvernement de la province Hainan (48,6 %), le groupe HNA (32,8 %) et George Soros (18,6 %).
Une nouvelle compagnie aérienne appelée Grand China Air est alors fondée. Les quatre anciennes compagnies aériennes du groupe HNA (Hainan Airlines, Shanxi Airlines, Chang'an Airlines et China Xinhua Airlines) devraient être transférés dans Grand China Air dans un proche avenir.
HNA Group investit également dans d'autres compagnies aériennes, y compris Beijing Capital Airlines (70 %), Lucky Air (67,95 %), Zest Airways (40 %), Africa World Airlines (en) (42 %), Tianjin Airlines (20 %), Yangtze River Express (51 %), Hong Kong Airlines (45 %), Hong Kong Express Airways (45 %) et Aigle Azur (48 %).
En août 2018, Hainan Airlines vend sa participation dans l'entreprise brésilienne Azul pour environ 300 millions de dollars, après avoir déjà vendu des participations dans cette dernière en 2018 et en 2016.

### Rachat en 2021
Devant le risque de faillite de HNA Group en 2021, il est annoncé le 9 décembre 2021 que la compagnie et ses filiales sont repris par Liaoning Fangda Group Industrial (en).

## Identité visuelle et Logo
Les couleurs rouge (红 hóng) et jaune (黄 huáng) sont traditionnellement utilisées en Chine pour exprimer le bonheur, la réussite, la chance et la richesse. Dans les entreprises, lorsqu'on partage les profits, cette cérémonie est nommée "fen hong" (partager le rouge) ; un salarié apprécié par sa hiérarchie se nommera "hong ren" (une personne rouge).
Le logo de Hainan Airlines est une représentation simplifiée de Garuda, un oiseau mythique. Dans la mythologie orientale, seul le Garuda a la capacité de voler assez haut pour toucher le haut du ciel. Le corps entier du Garuda brille d'une lumière dorée; au-dessus de sa tête se trouve une perle précieuse qui représente le soleil et la lune.

Garuda (ici emblème de la Thaïlande)

## Flotte

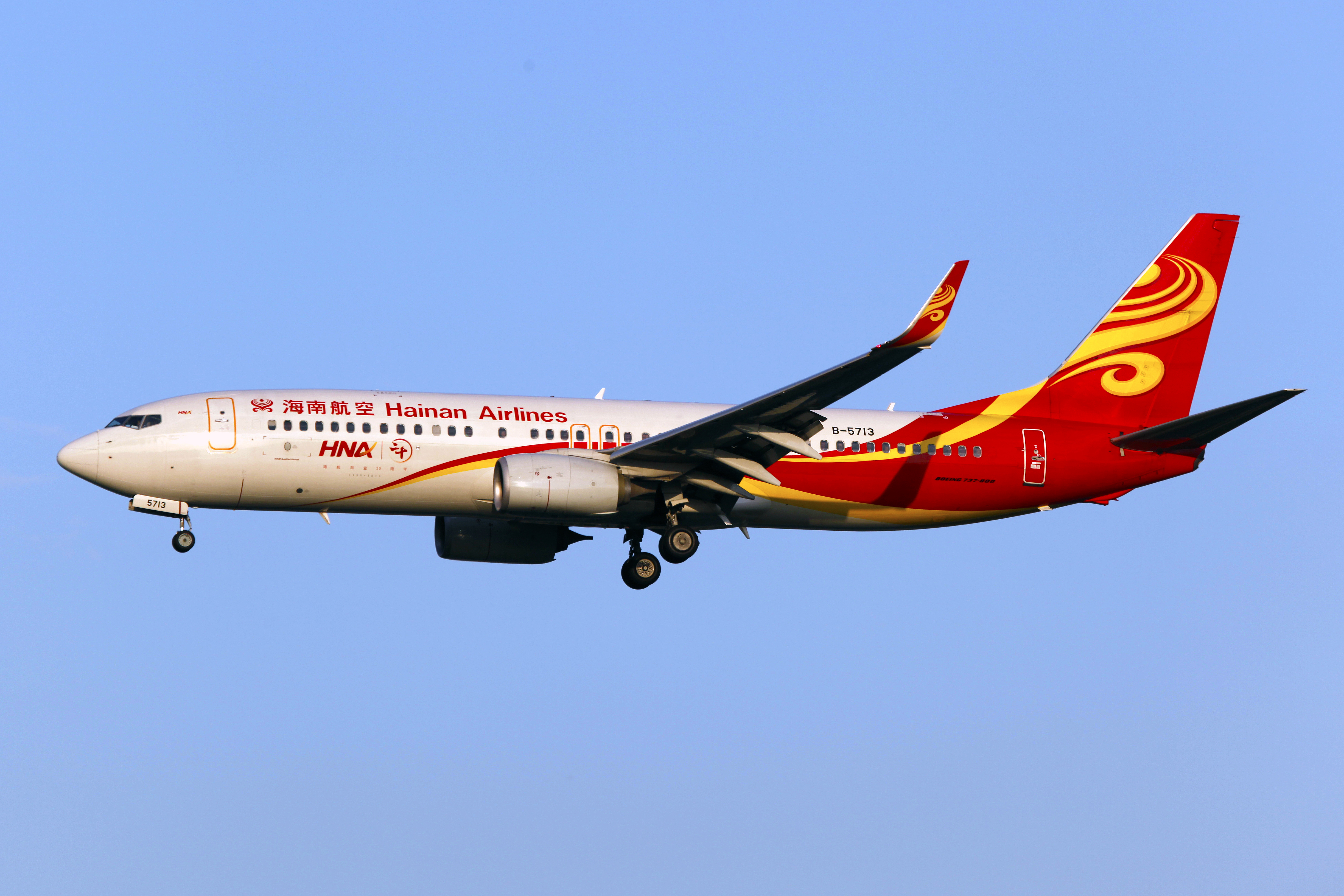
Boeing 737-800 d'Hainan Airlines.

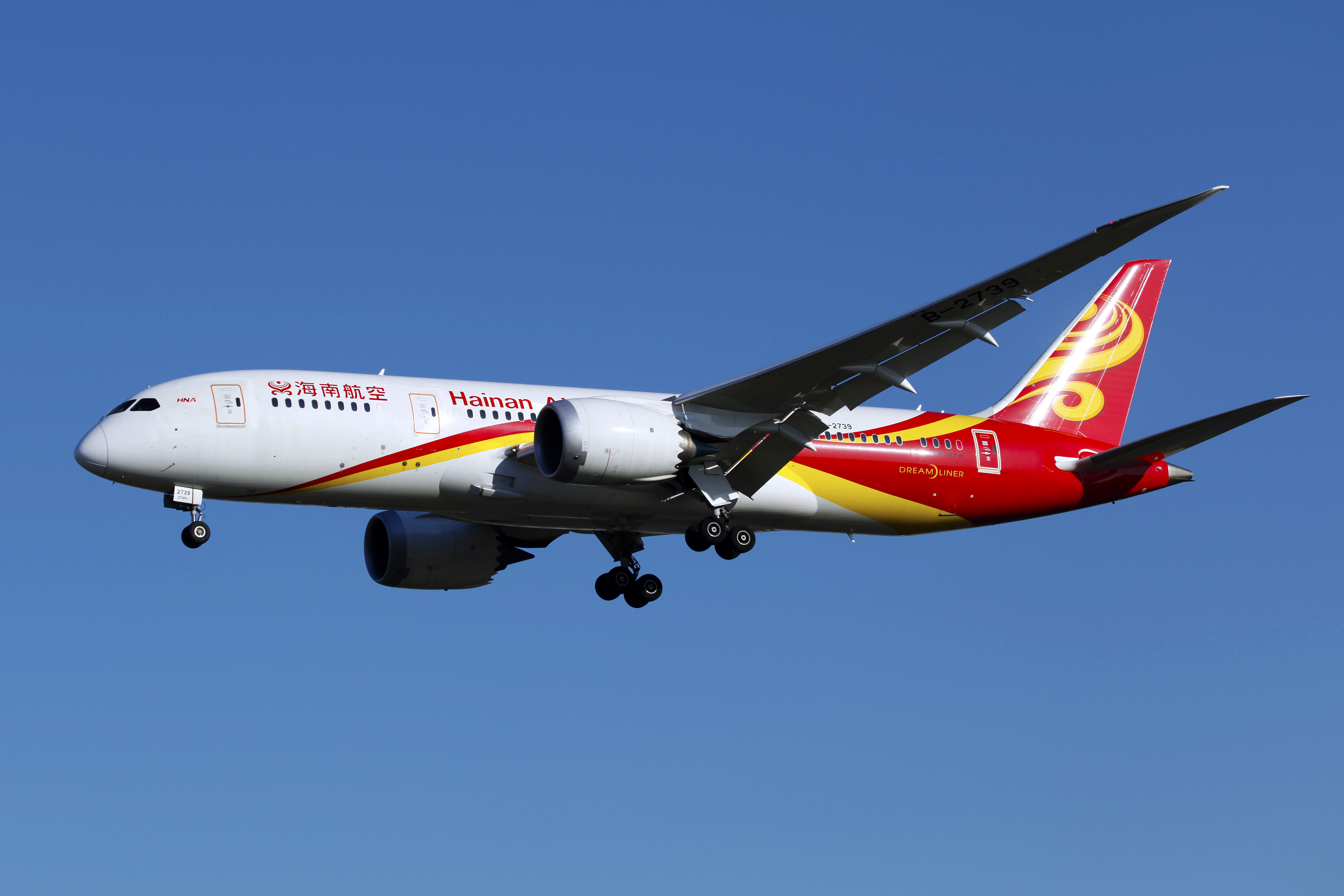
Boeing 787-8 Dreamliner.

En février 2025, la flotte de Hainan Airlines, d'une moyenne d'âge de 5 ans, est composée de la manière suivante, : 

## Anecdote
Le 21 mars 2015, Hainan Airlines réalise son premier vol à l’huile de friture.